# العملات المعدنية المطروقة

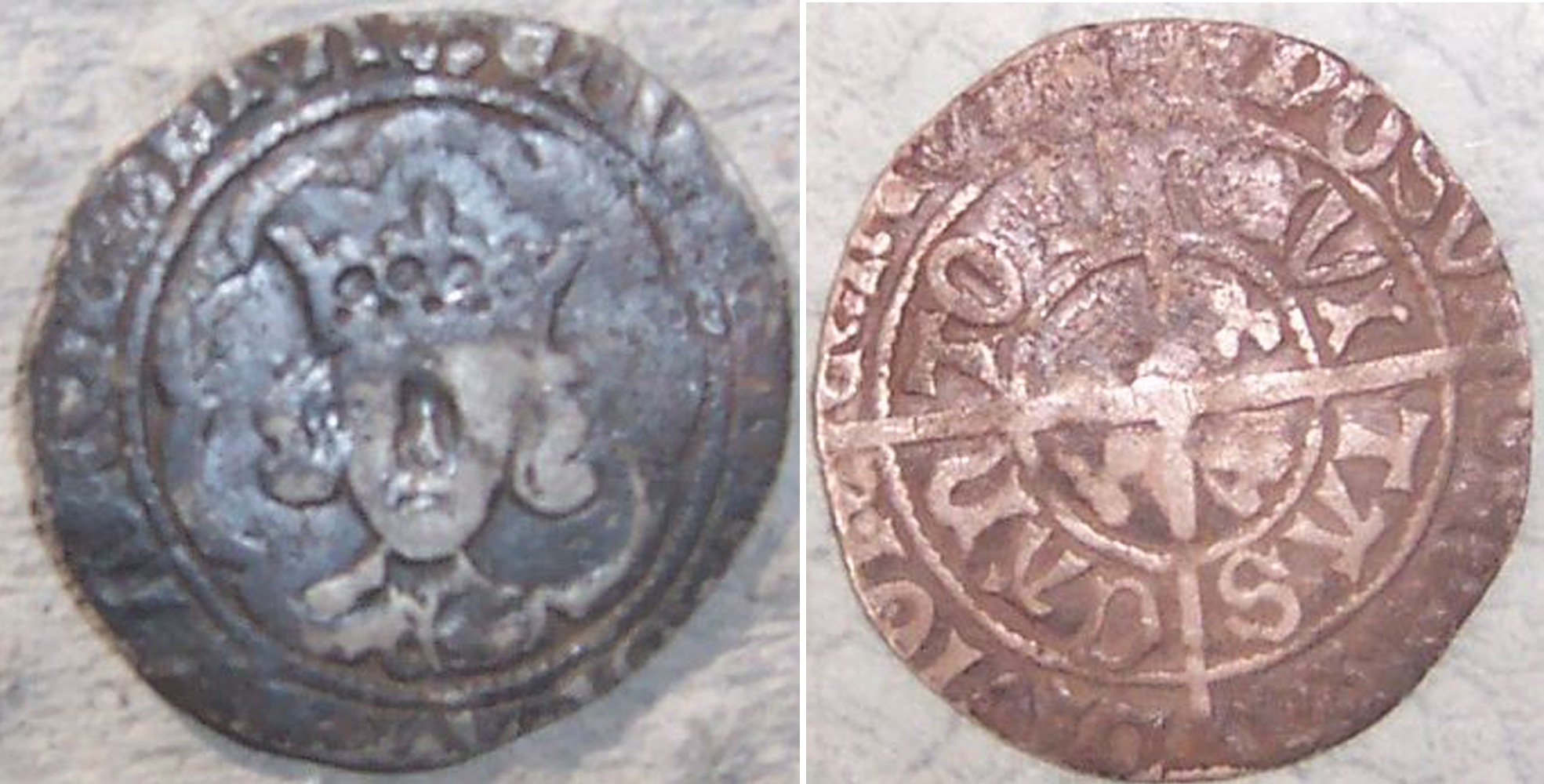
نصف غروت فضي مطروق من أواخر العصور الوسطى لإدوارد الرابع ويعود تاريخه إلى حوالي عام ١٤٦٩ ميلاديًا. عملة خفيفة سُكّت في كانتربري (ملكية). علامة سك العملة وردية. شمال ١٥٩٠.

كانت العملات المعدنية المطروقة (بالإنجليزية: Hammered coinage) هي الشكل الأكثر شيوعًا للعملات المعدنية المنتجة منذ اختراع العملات المعدنية في الألفية الأولى قبل الميلاد وحتى الفترة الحديثة المبكرة من القرنين الخامس عشر والسابع عشر تقريبًا على النقيض من العملات المعدنية المصبوبة والعملات المعدنية المسننة آلياً والتي طورت لاحقاً.

## التاريخ
أنتجت العملات المعدنية المطروقة عن طريق وضع قطعة معدنية فارغة (بلانشت أو فلان) ذات وزن صحيح بين قالبين ثم ضرب القالب العلوي بمطرقة لإنتاج الصورة المطلوبة على كلا الجانبين. كانت تصب القطعة المعدنية عادة من قالب. وكان يغمر القالب السفلي (يُطلق عليه أحيانًا قالب السندان) في جذع شجرة أو سطح قوي آخر وكان يُطلق عليه اسم كومة. كما كان أحد صانعي العملة يحمل القالب الخاص بالجانب الآخر (المسمى بالصندوق) في يده بينما كان يضربه إما بنفسه أو بواسطة مساعد له.
تُشير الآثار التجريبية إلى أنه من المتوقع أن يستمر القالب السفلي لمدة تصل إلى 10000 ضربة اعتمادًا على مستوى التآكل الذي يُعتبر مقبولاً. إذ يبدو أن القوالب العلوية تتمتع بنطاق عمر أطول بكثير مع أعمار قابلة للاستخدام تتراوح من أكثر من 100 ضربة إلى ما يقرب من 8000 كما أبلغ عنها. ويشير الجمع بين الأدلة الأثرية والسجلات التاريخية إلى أن منتجي العملات القديمة (في هذه الحالة الامتدادات في دلفي) كان بإمكانهم الحصول على ما يصل إلى 47000 ضربة من قالب فرديّ.

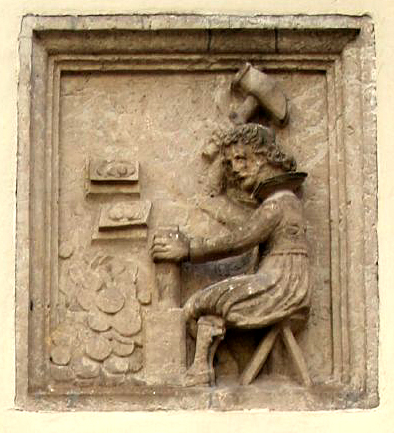
العملات المعدنية المميزة: نقش جداري في روستوك

في وقت لاحق من التاريخ ومن أجل زيادة إنتاج العملات المعدنية قاموا في بعض الأحيان بإنتاج العملات المعدنية المطروقة من شرائح معدنية ذات سمك مناسب، والتي قطعت العملات منها لاحقًا. حيث كانت الطريقتان المستخدمتان في إنتاج العملات المعدنية المطروقة تعنيان أنه كان من الصعب إنتاج عملات معدنية ذات قطر منتظم. كما كانت العملات المعدنية عرضة للقص حيث كان الأشخاص -عديمو الضمير- يزيلون قطعًا صغيرة من المعدن الثمين نظرًا لصعوبة تحديد القطر الصحيح للعملة.
وكانت العملات المعدنية أيضًا عرضة للنضح وذلك عندما توضع العملات الفضية في كيس ويرجه بقوة. سيؤدي هذا إلى إنتاج غبار الفضة والذي يمكن إزالته لاحقًا من الكيس.

### العملات المعدنية المسننة آلياً
تسببت القدرة على تشكيل العملات المعدنية من الآلات -العملات المعدنية المسننة- في أن تصبح العملات المعدنية المطروقة قديمة تدريجياً خلال القرن السابع عشر. وظلت هذه المنتجات تُصنع في مدينة البندقية حتى سبعينيات القرن الثامن عشر. حيث أصبحت فرنسا أول دولة تتبنى عملة معدنية مصنوعة آلياً بالكامل وذلك في عام 1643.
في إنجلترا أنتجت أول عملات معدنية غير مطروقة في عهد الملكة إليزابيث الأولى في ستينيات القرن السادس عشر ولكن في حين قاموا بإنتاج العملات المعدنية المصنعة آليًا بشكل تجريبي على فترات على مدى القرن التالي فإن إنتاج العملات المعدنية المطروقة لم ينتهِ نهائيًا حتى عام 1662.

### عملات معدنية مصبوبة
كانت الطريقة البديلة لإنتاج العملات المعدنية المبكرة والتي وجدت بوجه خاص في آسيا وخاصة في الصين هي صب العملات المعدنية باستخدام القوالب. واستمرت هذه الطريقة في إنتاج العملات المعدنية في الصين حتى القرن التاسع عشر. كما كان من الممكن إنتاج ما يصل إلى عشرات العملات المعدنية في وقت واحد من قالب واحد فعندما تنتج "شجرة" من العملات المعدنية (والتي غالباً ما تحتوي على ميزات مثل ثقب مربع في المنتصف) ثم تكسر العملات المعدنية الفردية (تسمى النقود).

## إنتاج العملات المعدنية المطروقة

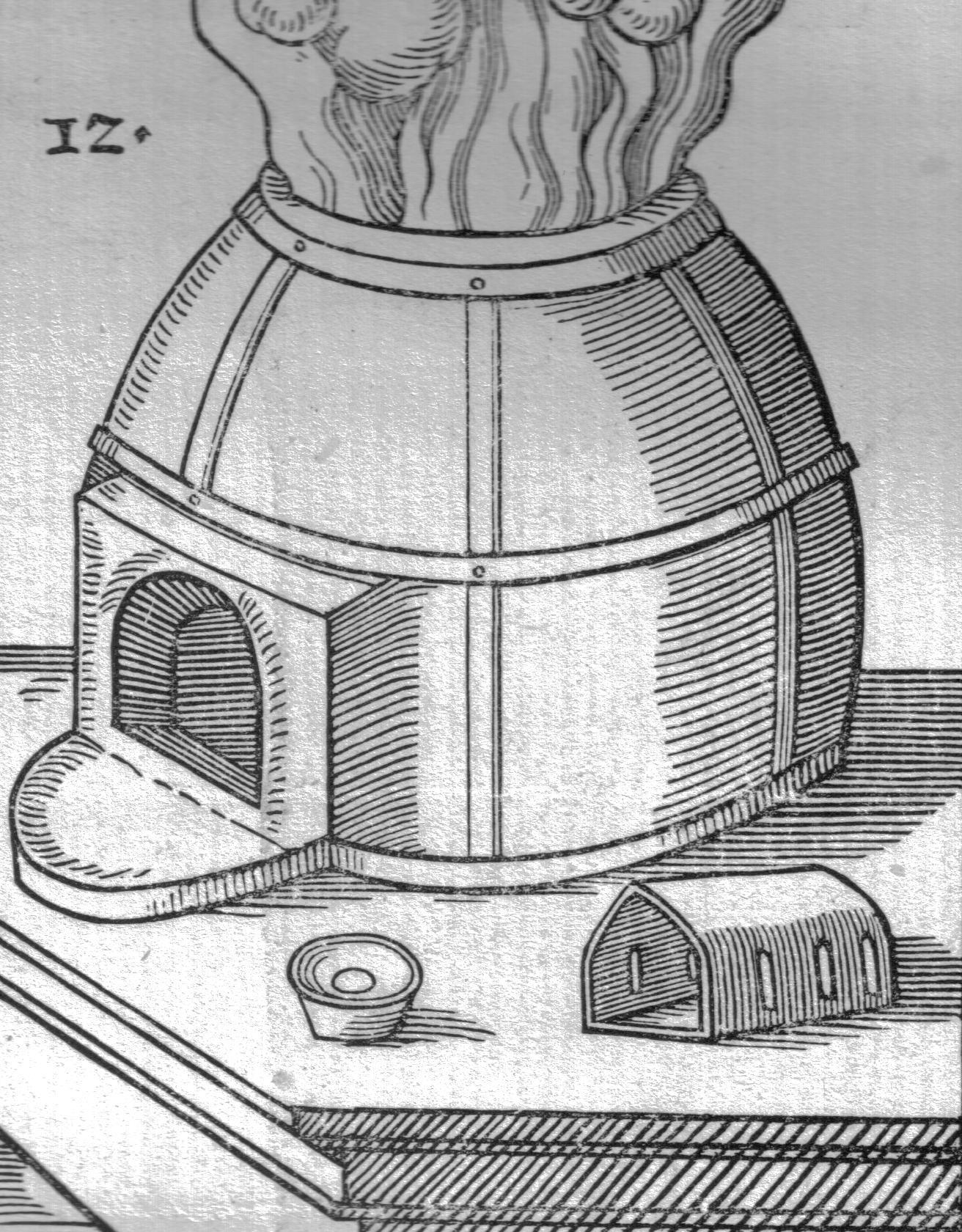
فرن لإنتاج المعدن المنصهر لصنع العملات المعدنية.
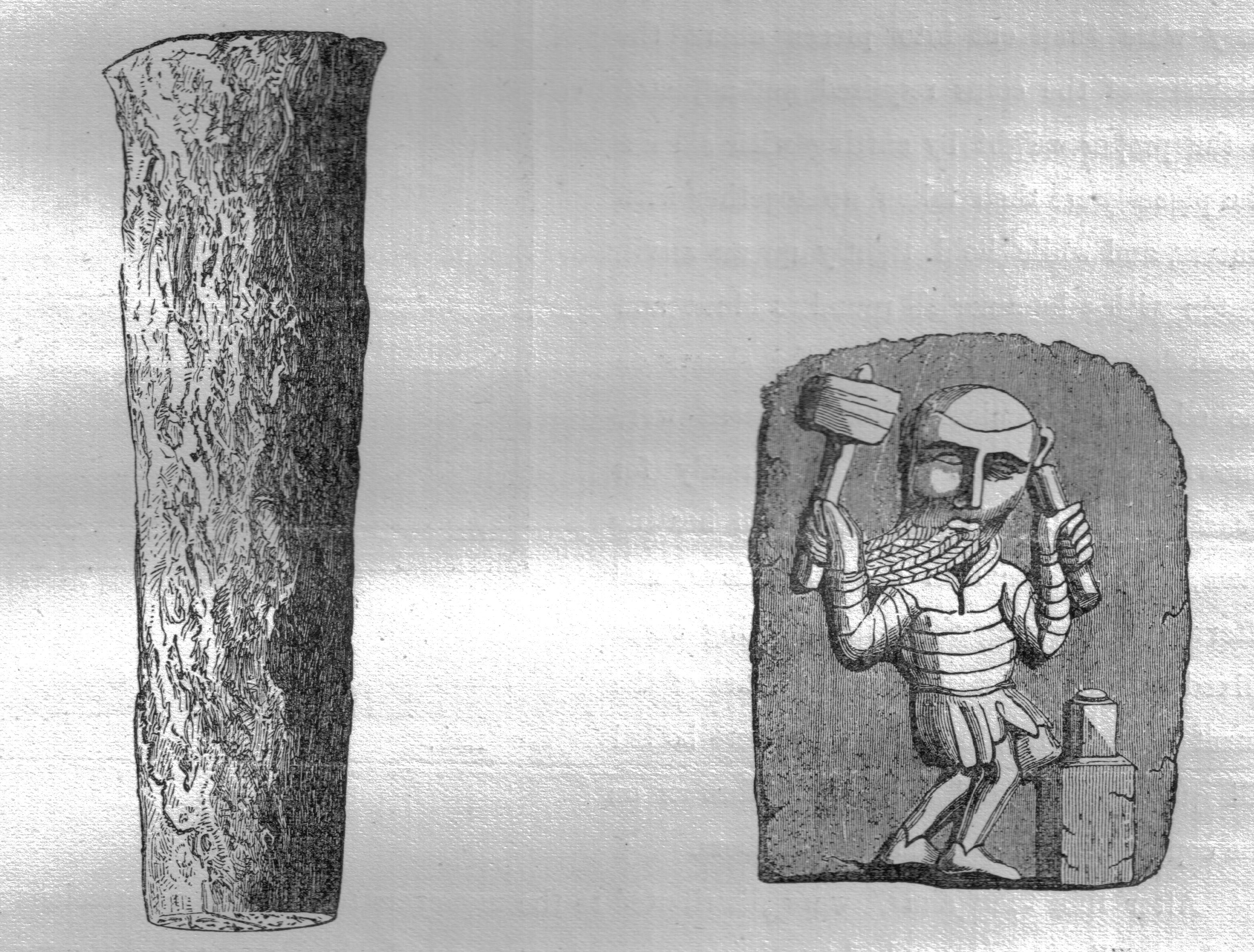
صندوق خشبي يستخدم مع كومة في إنتاج العملات المعدنية المطروقة كما يظهر أن الصراف يؤدي مهامه أثناء العمل.
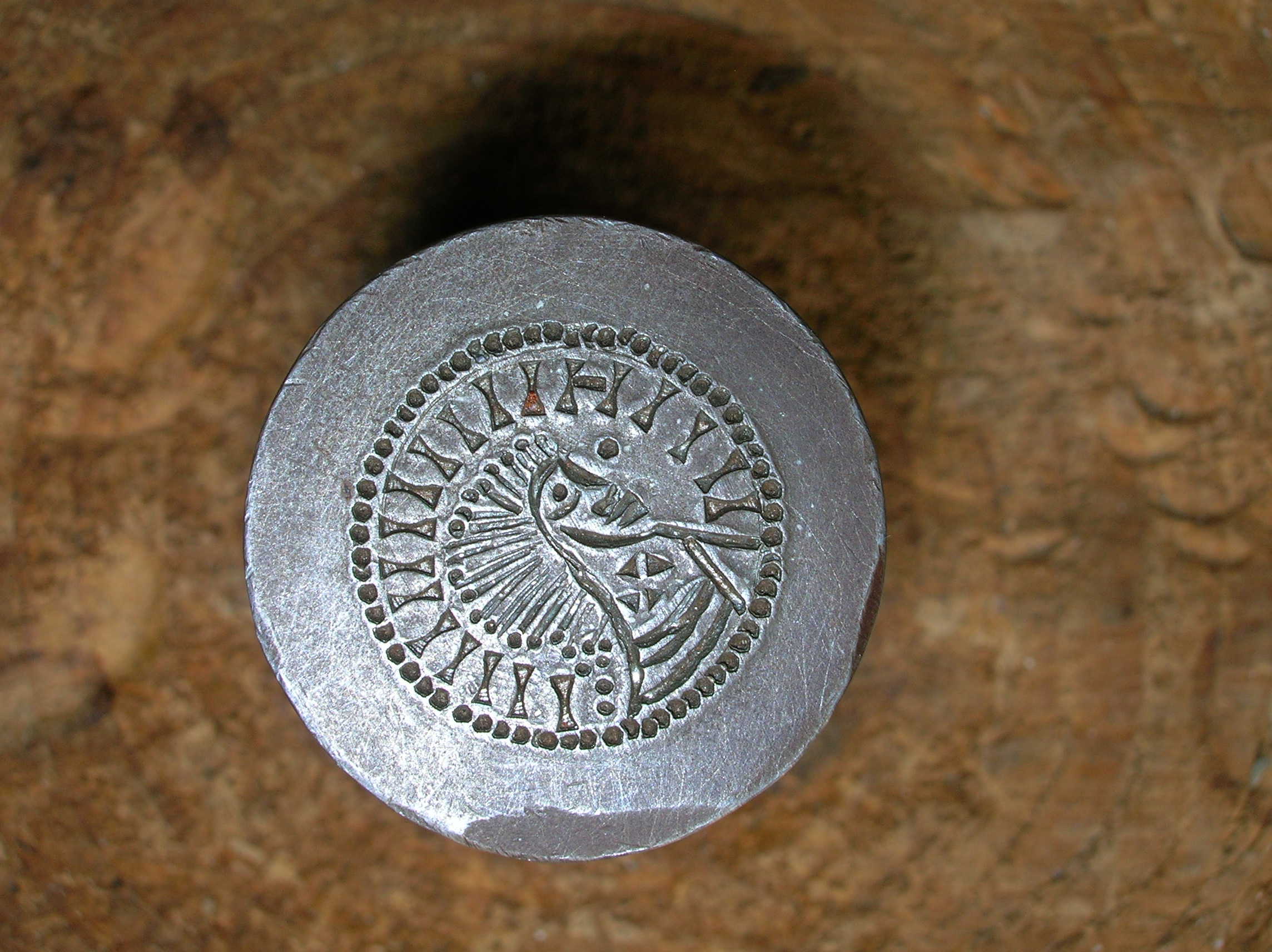
قالب سندان يستخدم في سك العملات المعدنية المطروقة.
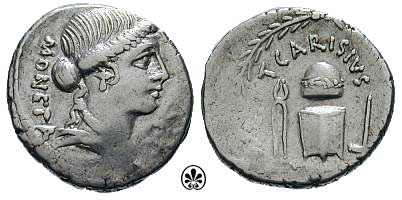
ديناريوس روماني أصدره ت. كاريسيوس (46 قبل الميلاد) يظهر فيه سندان الصراف ومطرقته وملاقطه. قد يكون الجسم الموجود فوق السندان هو القالب (الصندوق) أو غطاء جلدي.
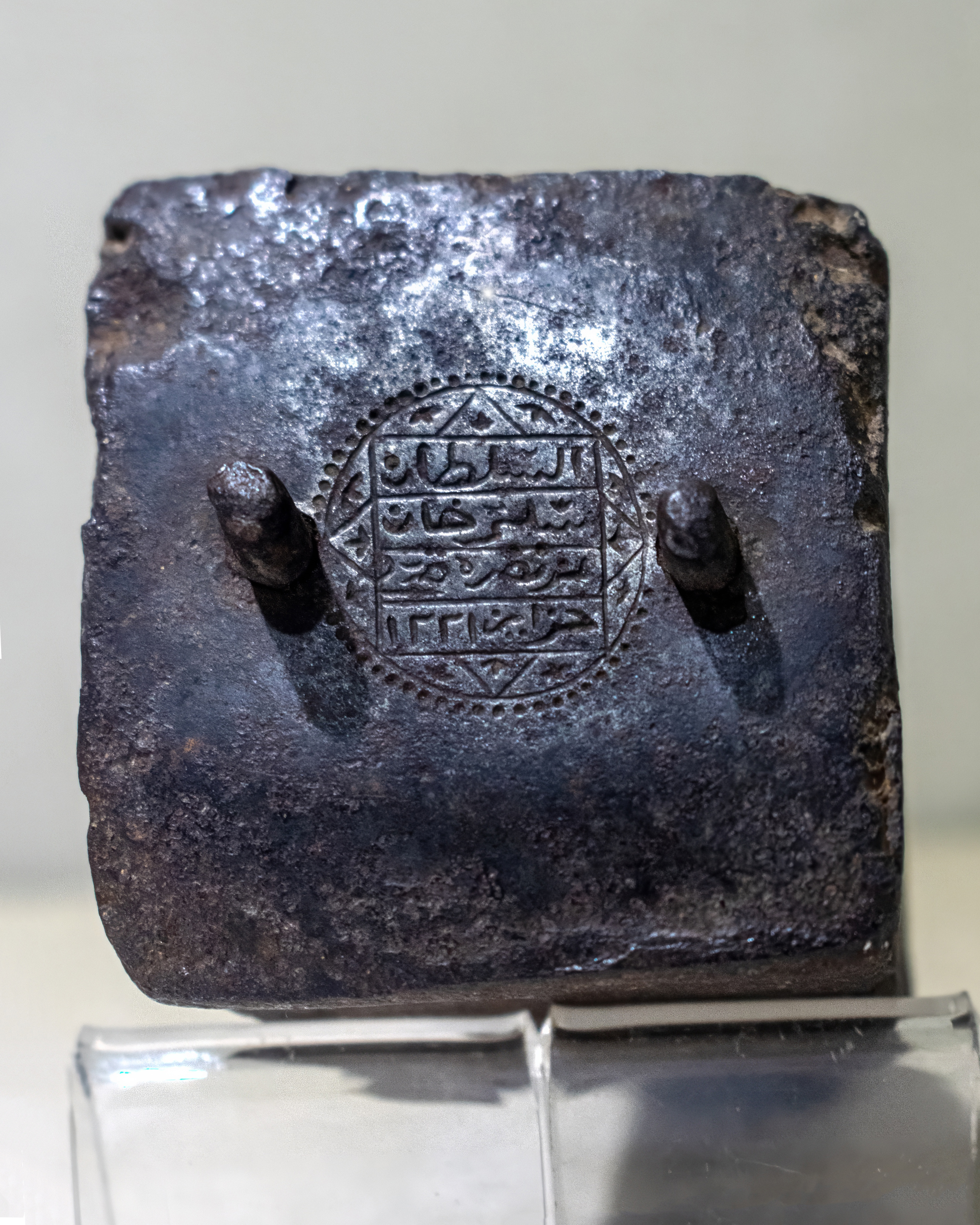
قالب سك العملة بالجزائر في الفترة العثمانية
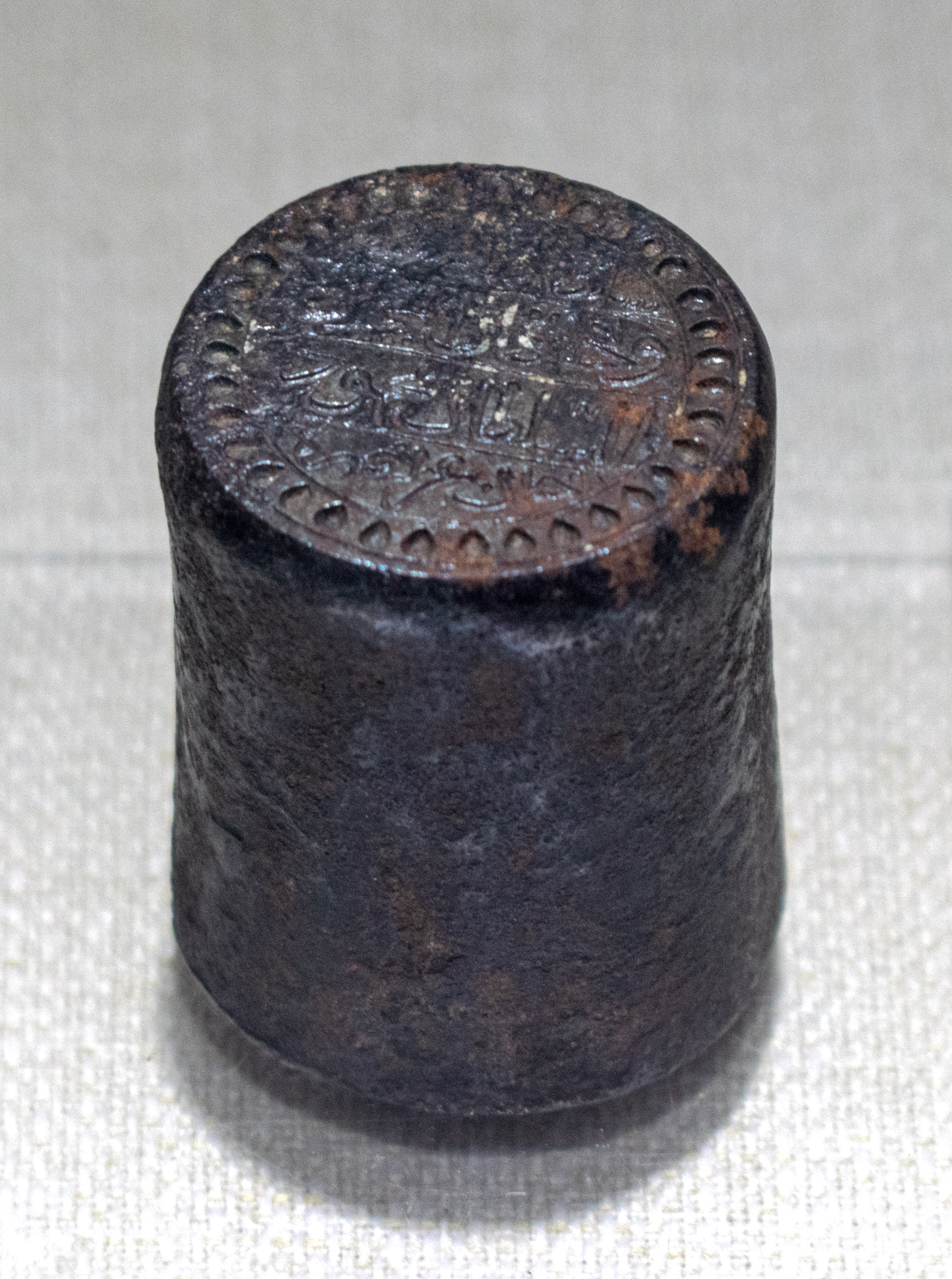
قالب عملة بالجزائر في الفترة العثمانية

## روابط خارجية
- عملية سك العملة القديمة